# Barnet
Pronunciação
Barnet é um borough da Região de Londres, na Inglaterra. Sua população é de 374 915 habitantes.